# IC 1170
IC 1170 — галактика типу E-S0 (еліптична спіральна галактика) у сузір'ї Геркулес.
Цей об'єкт міститься в оригінальній редакції індексного каталогу.